# 21 июля
21 июля — 202-й день года (203-й в високосные годы) по григорианскому календарю.
До конца года остаётся 163 дня.
До 15 октября 1582 года — 21 июля по юлианскому календарю, с 15 октября 1582 года — 21 июля по григорианскому календарю.
В XX и XXI веках соответствует 8 июля по юлианскому календарю.

## Праздники и памятные дни
См. также: Категория:Праздники 21 июля

### Национальные
- Бельгия — Национальный день
- Гуам — День свободы

### Религиозные
Православие
- Явление иконы Пресвятой Богородицы во граде Казани (1579)[4];
- память великомученика Прокопия (303);
- память праведного Прокопия, Христа ради юродивого, Устюжского чудотворца (1303);
- память праведного Прокопия Устьянского (XVII век);
- память священномучеников Феодора Распопова и Николая Брянцева, пресвитеров (1918).
- празднования в честь икон Божией Матери:
  - Казанская (Вышенская) (1812);
  - Казанская (Петербургский список) (1721);
  - Казанская (Вязниковская) (1624);
  - Казанская (Московская) (1612);
  - «Благовещение» Устюжская (1290);
  - Казанская (Каплуновская) (1689);
  - Казанская (Казанский список) (1579);
  - Казанская (Тамбовская) (1695);
  - Казанская (Пензенская) (1717);
  - Казанская (Высочиновская) (XVIII);
  - Казанская (Нижнеломовская) (1643);
  - Казанская (Песчанская) (1754);
  - Казанская (Шлиссельбургская);
  - Казанская (Тобольская) (1661);
  - Казанская (Ярославская) (1588);
  - Казанская (Чимеевская) (1770);
  - Казанская (Витебская) (1655);
  - Якобштадтская (XVII век).

### Именины
- Католические: Андрей, Виктор, Даниил.
- Православные: Дмитрий, Прокопий (Прокофий).

## События
См. также: Категория:События 21 июля

### До XIX века
- 356 до н. э. — по преданию, в ночь с 20 на 21 июля Герострат сжёг Храм Артемиды в Эфесе.
- 365 — землетрясением частично разрушено одно из семи чудес света — Александрийский маяк. Окончательно маяк был разрушен в результате очередного землетрясения в 1375 году.
- 710 — ночью Ли Лунцзи и Тайпин во время дворцового переворота убили императрицу Вэй и её дочь Аньлэ[англ.][5].
- 1542 — папа римский Павел III учредил Римскую инквизицию для борьбы с протестантизмом.
- 1610 — чай впервые импортирован в Европу.
- 1613 — (11 июля по старому стилю) в Москве состоялась коронация Михаила Фёдоровича Романова, родоначальника новой династии Романовых на российском престоле.
- 1718 — Заключён Пожаревацкий мир, окончивший Австро-Турецкую и Турецко-Венецианскую войну.
- 1773 — папа римский Климент XIV издал буллу о запрете Ордена иезуитов.
- 1774 — Российская империя и Османская империя подписали Кючук-Кайнарджийский мирный договор, завершивший Русско-турецкую войну 1768—1774.
- 1798 — Египетский поход Наполеона: Битва у пирамид.

### XIX век
- 1822 — создание Первой Мексиканской империи.
- 1831 — коронация Леопольда I, первого короля Бельгии.
- 1861 — первое крупное сухопутное сражение Американской Гражданской Войны возле Манассаса.
- 1883 — введён в эксплуатацию Березниковский содовый завод, первый завод такого рода в России.

### XX век
- 1904 — завершено строительство Великой Сибирской магистрали, длившееся 13 лет. Официальное открытие железной дороги состоялось 1 января следующего года.
- 1906 — 44-летний Пётр Столыпин назначен главой правительства России.
- 1917 — Александр Керенский возглавил Временное правительство.
- 1918 — татары обратились к Германии с просьбой объявить оккупированный Крым татарским ханством.
- 1925 — СССР присоединился к Метрической конвенции.
- 1940
  - Вторая мировая война: командование гитлеровской Германии начало разработку военной кампании против Советского Союза — «Плана Барбаросса».
  - Провозглашение советской власти сеймами Латвии и Литвы и думой Эстонии.
- 1941 — Вторая мировая война: первый налёт немецкой авиациина Москву.
- 1942 — Вторая мировая война: началась битва за Кокоду.
- 1944
  - Вторая мировая война: американские войска высаживаются на западной части острова Гуам, начало битвы за Гуам.
  - Вторая мировая война: создание Польского комитета национального освобождения. Принятие Крайовой Радой Народовой закона о создании Войска Польского.
- 1949 — Сенат США ратифицировал Североатлантический договор.
- 1951 — исчезновение DC-4 на Аляске
- 1953 — СССР требует от американских властей прекратить раздачу бесплатной пищи жителям Восточного Берлина.
- 1954 — подписываются Женевские соглашения, завершившие колониальную войну в Индокитае.
- 1957 — в Риге открыт капитальный Каменный мост через Даугаву.
- 1960
  - Сиримаво Бандаранаике избрана премьер-министром Цейлона, став первой в мире женщиной, демократически избранной главой правительства.
  - катастрофа Ил-12 в Минске. Погибли 8 человек.
- 1969 — американский астронавт Нил Армстронг стал первым человеком, ступившим на Луну. Через 19 минут к нему присоединился Базз Олдрин.
- 1970 — закончено 11-летнее строительство Асуанской плотины в Египте.
- 1972 — Кровавая пятница в Белфасте: 9 погибших, 130 раненых в результате терактов боевиков Временной ИРА.
- 1973
  - Запущен «Марс-4».
  - В норвежском Лиллехаммере агенты «Моссада» убили официанта, которого ошибочно посчитали замешанным в теракт на Олимпийских играх в Мюнхене.
- 1975 — завершение программы «Союз — Аполлон».
- 1977 — началась Египетско-ливийская война
- 1983 — на антарктической станции «Восток» была зафиксирована самая низкая температура на планете за всю историю наблюдения −89,2 °C.
- 1992 — открылось движение по Братеевскому мосту в Москве.
- 1995 — начался третий кризис в Тайваньском проливе
- 1999 — в Ингушетии мужчинам разрешено иметь четырёх жён.

### XXI век
- 2007 — вышла в свет последняя, седьмая книга о Гарри Поттере — «Гарри Поттер и Дары Смерти».
- 2010 — президент США Барак Обама подписал закон Додда — Франка.
- 2011 — завершился последний полёт шаттла «Атлантис». Официально закрыта космическая программа «Спейс шаттл».
- 2023 — появление интернет-феномена «Барбенгеймер»
- 2024 — 81-летний президент США Джо Байден объявил, что не будет участвовать в президентских выборах 2024 года.
- 2025 — катастрофа J-7 в Дакке. Свыше 32 погибших.

## Родились
См. также: Категория:Родившиеся 21 июля

### До XIX века
- 541 — Вэнь-ди (ум. 604), император династии Суй.
- 1414 — Сикст IV (в миру Франческо делла Ровере; ум. 1484), 212-й папа римский (1471—1484).
- 1616 — Анна Медичи (ум. 1676), принцесса из дома Медичи.
- 1620 — Жан Пикар (ум. 1682), французский священник и астроном, впервые определивший размер Земли.
- 1664 — Мэтью Прайор (ум. 1721), английский дипломат и поэт.
- 1681 — Илья Фёдорович (ум. 1681), царевич, наследник русского престола, сын царя Фёдора Алексеевича и Агафьи Грушецкой.
- 1799 — Фёдор Матюшкин (ум. 1872), российский адмирал, полярный исследователь, сенатор.

### XIX век
- 1810 — Анри Реньо (ум. 1878), французский химик и физик.
- 1816 — барон Пауль Рейтер (ум. 1899), журналист, бизнесмен, основатель британского информационного агентства «Рейтер».
- 1821 — Василе Александри (ум. 1890), молдавский и румынский поэт, драматург, политик и дипломат.
- 1858 — Ловис Коринт (ум. 1925), немецкий художник.
- 1865 — Мэтью Фипс Шил (ум. 1947), британский писатель.
- 1882 — Давид Бурлюк (ум. 1967), русский художник и поэт-футурист.
- 1893 — Ганс Фаллада (ум. 1947), немецкий писатель.
- 1897 — Василий Соколовский (ум. 1968), маршал Советского Союза, Герой Советского Союза.
- 1898
  - Ольга Андровская (ум. 1975), театральная актриса, народная артистка СССР, лауреат Государственной премии.
  - Леонид Соболев (ум. 1971), русский советский писатель-маринист, журналист, общественный деятель.
- 1899
  - Эрнест Хемингуэй (покончил с собой в 1961), американский писатель, журналист, лауреат Нобелевской премии (1954).
  - Эйженс Веверис (ум. 1976), латвийский поэт.

### XX век
- 1903 — Николай Соколов (ум. 2000), график, живописец, карикатурист, член «Кукрыниксов», народный художник СССР.
- 1910
  - Владимир Серов (ум. 1968), народный художник СССР, автор ленинианы («Ходоки у Ленина», «Декрет о мире» и др.).
  - Владимир Касатонов (ум. 1989), советский военачальник, адмирал флота, Герой Советского Союза.
- 1911 — Маршалл Маклюэн (ум. 1980), канадский философ, филолог, литературный критик.
- 1913 — Самуил Алёшин (ум. 2008), русский советский писатель, драматург, сатирик, мемуарист.
- 1920 — Айзек Стерн (ум. 2001), американский скрипач.
- 1923 — Рудольф Маркус, канадско-американский химик, лауреат Нобелевской премии (1992).
- 1925 — Глеб Стриженов (ум. 1985), актёр театра и кино, заслуженный артист РСФСР.
- 1926
  - Норман Джуисон (ум. 2024), канадский кинорежиссёр, продюсер, актёр.
  - Карел Рейш (ум. 2002), английский кинорежиссёр чешского происхождения.
- 1929 — Пётр Щербаков (ум. 1992), актёр театра и кино, народный артист РСФСР.
- 1932 — Елена Добронравова (ум. 1999), актриса театра и кино, заслуженная артистка РСФСР.
- 1933 — Джон Гарднер (ум. 1982), американский писатель.
- 1934 — Евгений Велтистов (ум. 1989), советский журналист, детский писатель, фантаст (повести об Электронике и др.).
- 1936 — Нани Брегвадзе, грузинская певица, пианистка, педагог, экс-солистка ВИА «Орэра», народная артистка СССР.
- 1937
  - Виктор Маматов (ум. 2023), советский биатлонист, двукратный олимпийский чемпион (1968, 1972) четырёхкратный чемпион мира, тренер, спортивный функционер. Судья международной категории, Заслуженный мастер спорта СССР (1967), Заслуженный тренер СССР (1984).
  - Эдуард Стрельцов (ум. 1990), советский футболист, олимпийский чемпион (1956).
- 1939 — Нина Дробышева (ум. 2023), актриса театра и кино, народная артистка РСФСР.
- 1946 — Людмила Зайцева, актриса театра и кино, народная артистка РСФСР.
- 1948
  - Михаил Задорнов (ум. 2017), советский и российский писатель-сатирик, юморист, артист эстрады.
  - Кэт Стивенс, английский певец греко-шведского происхождения, автор песен, музыкант-мультиинструменталист.
- 1951 — Робин Уильямс (ум. 2014), американский актёр, сценарист, продюсер, стендап-комик, лауреат «Оскара» и др. наград.
- 1956 — Майкл Коннелли, американский писатель, автор детективных романов.
- 1957 — Стефан Лёвен, шведский государственный и политический деятель, премьер-министр Швеции (2014—2021)
- 1962 — Ли Аарон, канадская джаз- и рок-певица.
- 1964 — Йенс Вайсфлог, немецкий прыгун на лыжах с трамплина, трёхкратный олимпийский чемпион.
- 1966 — Татьяна Лазарева, российская актриса, телеведущая, лауреат премии «ТЭФИ».
- 1968 — Лайл Оделайн, канадский хоккеист, обладатель Кубка Стэнли (1993).
- 1969
  - Изабель Верт, немецкая спортсменка-конник, 8-кратная олимпийская чемпионка
  - Авраам Руссо (наст. имя Абрахам Ипджян), российский эстрадный певец.
- 1971
  - Шарлотта Генсбур, англо-французская актриса, певица, автор песен.
  - Нонна Гришаева, актриса, телеведущая, певица, заслуженная артистка России.
- 1975 — Дэвид Дастмалчян, американский актёр.
- 1976 — Татьяна Лебедева, российская легкоатлетка, олимпийская чемпионка (2004), многократная чемпионка мира и Европы.
- 1978 — Джош Хартнетт, американский актёр.
- 1979
  - Андрей Воронин, украинский футболист.
  - Тамика Кэтчингс, американская баскетболистка, 4-кратная олимпийская чемпионка.
- 1981 — Хоакин, испанский футболист
- 1988 — Деандре Джордан, американский баскетболист, чемпион НБА (2023), олимпийский чемпион (2016).
- 1992
  - Юлия Беляева, эстонская фехтовальщица на шпагах, олимпийская чемпионка (2020), чемпионка мира и Европы.
  - Джованни Де Дженнаро, итальянский байдарочник-слаломист, олимпийский чемпион (2024).
- 2000 — Эрлинг Холанн, норвежский футболист, лучший бомбардир в истории национальной сборной.

### XXI век
- 2002 — Рика Кихира, японская фигуристка-одиночница, двукратная чемпионка четырёх континентов (2019 и 2020 годы).
- 2006 — Эндрик Фелипе, бразильский футболист.

## Скончались
См. также: Категория:Умершие 21 июля

### До XX века
- 1425 — Мануил II Палеолог (р. 1350), император Византии (1391—1425).
- 1779 — Михаэль Адельбульнер (р. 1702), немецкий математик, физик и астроном.
- 1796 — Роберт Бёрнс (р. 1759), шотландский поэт.
- 1824 — Буддха Лоетла Нафалай (р. 1767), второй король Таиланда (1809—1824), из династии Чакри.
- 1838 — Иоганн Мельцель (р. 1772), немецкий механик, пианист и педагог.
- 1893 — Карл Рёниш (р. 1814), немецкий производитель роялей, внедривший в конструкцию чугунную раму.

### XX век
- 1907 — Николае Григореску (р. 1838), крупнейший румынский художник.
- 1943 — Чарльз Паддок (р. 1900), американский легкоатлет, двукратный олимпийский чемпион.
- 1944 — казнён Клаус Шенк фон Штауффенберг (р. 1907), полковник Вермахта, руководивший покушением на Адольфа Гитлера.
- 1948 — Аршиль Горки (наст. имя Востаник Манук Адоян; р. 1904), американский живописец-авангардист.
- 1953 — Александр Зеленко (р. 1871), российский и советский архитектор, педагог.
- 1960 — Массимо Бонтемпелли (р. 1878), итальянский писатель, журналист, эссеист и композитор.
- 1966 — Софья Преображенская (р. 1904), советская оперная певица (меццо-сопрано), педагог, народная артистка СССР.
- 1967 — Бэзил Рэтбоун (р. 1892), американский актёр.
- 1968 — Рут Сен-Дени (р. 1879), танцовщица, педагог, хореограф, «первая леди американского танца».
- 1970 — Михаил Герасимов (р. 1907), советский антрополог-скульптор и археолог, автор метода восстановления внешности человека по форме черепа.
- 1979 — Людвиг Ренн (р. 1889), немецкий писатель-антифашист.
- 1985 — Альва Бесси (р. 1904), американский писатель, сценарист.
- 1989 — Владимир Эфроимсон (р. 1908), советский учёный-генетик, диссидент, правозащитник.
- 1995
  - Виктор Баранников (р. 1940), генерал армии, последний министр внутренних дел СССР.
  - Эллестон Тревор (р. 1920), англо-американский писатель, классик шпионского романа.
- 1998 — Алан Шепард (р. 1923), американский астронавт.

### XXI век
- 2004
  - Джерри Голдсмит (р. 1929), американский композитор и дирижёр, классик киномузыки.
  - Эдвард Льюис (р. 1918), американский генетик, лауреат Нобелевской премии в области физиологии и медицины (1995).
- 2006 — Та Мок (р. 1926), последний командующий войсками «Красных кхмеров» в Камбодже.
- 2009 — Константин Петров (р. 1945), генерал-майор, российский политический деятель.
- 2010 — Луис Корвалан (р. 1916), чилийский политик, Генеральный секретарь Коммунистической партии Чили (1958—1989).
- 2011 — Казимир Свёнтек (р. 1914), кардинал католической церкви, старейший действующий католический епископ мира.
- 2012 — Анджей Лапицкий (р. 1924), польский актёр театра и кино, театральный режиссёр.
- 2015 — Эдгар Лоренс Доктороу (р. 1931), американский писатель.
- 2020 — Бока (певец) (р. 1949), советский певец и автор-исполнитель.
- 2023
  - Тони Беннетт (р. 1926), американский певец и художник, лауреат 19 премий «Грэмми».
  - Александр Гуревич (р. 1930), советский и российский физик, академик РАН (2003).
  - Александр Кириенко (р. 1947), советский и российский флеболог, академик РАМН (2011) и РАН (2013).

## Приметы
Зажинки, Жнец, Жатвенник, Прокопий, Казанская летняя.
- На Казанскую — начало уборки ржи.
- На острую косу — много сенокосу.
- Пришла Казанская — пошли чёрные грузди-чернухи.
- Прокопий — жнец, жатвенник, зажинки, вязали зажиночный сноп.
- Спелые стручки акации — это признак того, что ржаная нива созрела.
- Перед началом жатвы ржи праведному Прокопию заказывали молебны, после чего бывали общественные трапезы.
- Поспела черника.
- Коли черника поспевает, то поспела и рожь[6].
- В садах снимают вишни.